# Celmisia morrisonii
Celmisia morrisonii là một loài thực vật có hoa trong họ Cúc. Loài này được Cockayne mô tả khoa học đầu tiên năm 1915.